# Sujoy Ghos
Sujoy Ghos (in bengali সুজয় ঘোষ, Sujoẏ Ghōś, pron. AFI: [ˈʃuːd͡ʒɔe̯ ɡʱoʃ]; Calcutta, 21 maggio 1966) è un regista, sceneggiatore e produttore cinematografico indiano.

## Biografia
Nato a Calcutta nel 1966, la sua famiglia si è trasferita in Inghilterra quando lui aveva 13 anni. Si è laureato in ingegneria all'Università di Manchester e ha lavorato per anni a Londra come direttore della sezione del sud-est asiatico di Reuters prima di licenziarsi nel 1999 per inseguire una carriera nel cinema del suo Paese natale. Ha fatto il suo esordio scrivendo e dirigendo la commedia a tema musicale Jhaṅkār Beats, la cui sceneggiatura è stata rifiutata dalla maggior parte dei produttori prima di uscire girata con un budget minimo nel 2003: il film si è rivelato un successo al botteghino. Tuttavia, i suoi due film successivi, la commedia Home Delivery: Āpko... ghar tak (2005) e il fantasy Aladin (2009), sono stati dei flop commerciali. Ghos ritroverà il successo di pubblico e critica nel 2012 col thriller Kahānī, per il quale ha anche vinto il Filmfare Award per il miglior regista e il National Film Award per la miglior sceneggiatura originale.

## Filmografia

### Regista e sceneggiatore
- Jhaṅkār Beats (2003)
- Home Delivery: Āpko... ghar tak (2005)
- Aladin (2009)
- Kahānī (2012)
- Kahānī 2 (2016)
- Badlā (2019)
- Jāne jāṅ (2023)
- King (2026)

### Produttore
- Aladin (2009)
- Kahānī (2012)
- Kahānī 2 (2016)
- Badlā (2019)
- Jāne jāṅ (2023)
- King (2026)

### Solo sceneggiatore
- Bang Bang!, regia di Siddharth Anand (2014)

## Riconoscimenti
- Filmfare Awards
  - 2013 – Miglior regista per Kahānī
- National Film Awards
  - 2013 – Miglior sceneggiatura originale per Kahānī